# Gönyeli Spor Kulübü
Gönyeli Spor Kulübü è una società calcistica nordcipriota con sede nella città di Kioneli, militante nella massima serie del campionato nordcipriota.
I colori sociali sono il rosso e il bianco e disputa le partite interne allo Stadio Ali Naci Karakan.

## Palmarès
- Campionato nordcipriota: 9

1971-1972, 1977-1978, 1980-1981, 1992-1993, 1994-1995, 1998-1999, 2000-2001, 2007-2008, 2008-2009
- Kıbrıs Kupası: 5

1984-1985, 1994-1995, 1997-1998, 1999-2000, 2007-2008
- KTFF Süper Kupası: 4

1985, 1995, 1999, 2000
- Başbakanlık Kupası: 4 (record)

1992, 1994, 1997, 1999
- Dr. Fazıl Küçük Kupası: 3

1994, 1995, 1999